# Amata thelebus
Amata thelebus là một loài bướm đêm thuộc phân họ Arctiinae, họ Erebidae.